# Seitenhieb-Verlag
Der Seitenhieb-Verlag (Eigenschreibweise SeitenHieb) ist ein Independent-Verlag mit Schwerpunkt auf Umweltthemen, Ratgebern zu politischen Aktionen, Hintergrundrecherchen zu Staat und Konzernen sowie Herrschaftskritik. Träger ist der „Förderverein Jugendaktion Natur- und Umweltschutz, Kinderaktion Umweltschutz und SchülerInnenaktion Umwelt im Kreis Gießen und Umgebung e. V.“.
Zu den Autoren gehören einige aus anarchistischen und marxistischen Debatten bekannte Personen wie Christoph Spehr, Jörg Bergstedt, Hanna Poddig und der in der Türkei als Terrorist verurteilte ehemalige PKK-Vorsitzende Abdullah Öcalan. Darüber hinaus ist der Verlag Veröffentlichungsplattform politischer Projekte. So bringt er das Kritische Lehrer_innen-Handbuch, den Reader Prozesse der Aufarbeitung zum NSU-Prozess und den Direct-Action-Kalender heraus. Mehrere Jahre erschien die bundesweite Umweltzeitschrift Grünes Blatt im Seitenhieb-Verlag.
Besonderheiten des Verlages sind das Fehlen einer hierarchischen Entscheidungsstruktur, die Veröffentlichung aller Bücher und Filme unter einer Creative-Commons-Lizenz und die Verwendung aller Einnahmen für politische Projekte. Bislang sind rund 100 Veröffentlichungen erschienen, von denen noch etwa 80 lieferbar sind. Neben Büchern sind auch einige Dokumentarfilme auf DVD erhältlich, die überwiegend aus der Projektwerkstatt in Reiskirchen-Saasen stammen.
Die Verlagsauslieferung sitzt in Flensburg, die redaktionelle Koordination liegt in der Projektwerkstatt in Reiskirchen-Saasen.